# Ewangelia Hebrajczyków
Ewangelia Hebrajczyków – zaginiona apokryficzna ewangelia używana przez judeochrześcijańską grupę Nazarejczyków (lub Nazareńczyków). Był to prawdopodobnie luźny przekład aramejski Ewangelii Mateusza, rozwinięty w sposób anegdotyczno-midraszowy, o cechach gnostycznych, lecz zasadniczo mieszczący się w ramach ortodoksji wczesnego Kościoła. Niektórzy badacze są jednak zdania, iż jest to tekst niezależny od ewangelii kanonicznych.

## Źródła i treść
Ewangelia znana jest wyłącznie z kilku cytatów i omówień u Ojców Kościoła. Przypuszczalnie została ona spisana pod koniec I w. n.e. w Pelli bądź w Egipcie, a zdaniem Jeana Danielou przed 70. n.e. w Jerozolimie. Mówiła o preegzystencji, wcieleniu i wypowiedziach Jezusa. Opisywała także pojawienie się zmartwychwstałego Jezusa jako wcielenie Mądrości Bożej. 
Została napisana w języku aramejskim lub hebrajskim. Hieronim – jak się sądzi – o ewangelii tej pisał, że jest ona Ewangelią Mateusza napisaną do Żydów w ich „ojczystym języku” i przechowywana jest w Bibliotece w Cezarei (Hieronim, Dialog Przeciw Pelagianom, III, 2, por. De viris illustribus, 3; Comm. In Mt., XII, 13). Pogląd Hieronima powszechnie uznano za błędny, gdyż mylił on dwa różne dokumenty – kanoniczną Ewangelię Mateusza z wersjami tekstów będących w dyspozycji Ebionitów. Nie ma pewności, czy w ogóle miał Ewangelię Hebrajczyków w rękach, a tłumaczenie jej tekstu mogło być dopiero w sferze jego planów. Nie wymienia jej w katalogu swoich dzieł.
Zdaniem innych jej tekst stanowił przeróbkę hebrajskiego (lub aramejskiego) tekstu Ewangelii Mateusza. Ich poprawioną wersję nazywano Ewangelią Hebrajczyków lub Ewangelią Ebionitów.
W ostatnich czasach jest tendencja do redukowania tradycyjnego podziału na Ewangelię Hebrajczyków, Ewangelię Nazarejczyków, oraz Ewangelię Ebionitów do dwóch ewangelii, jakkolwiek broni go jeszcze Klauck (2003). Uważa się, że Hieronim pomylił Ew. Hebrajczyków z Ew. Nazarejczyków lub Ew. Ebionitów.

## Wybrane cytaty u pisarzy starochrześcijańskich

### Orygenes
Orygenes w Komentarzu do Ewangelii Mateusza napisał:

Napisano w pewnej Ewangelii zatytułowanej Według Hebrajczyków (jeśli wszakże ktoś ją uznaje za dobrą nie tyle dla wiarygodności, ile dla ukazania rozpatrywanej sprawy):
Zapytał Go jeden bogaty człowiek: Nauczycielu, co dobrego mam czynić, aby otrzymać życie? Odpowiedział mu: Człowiecze, wypełniaj Prawo i Proroków. Odrzekł: Wypełniam. Rzekł do niego: Idź, sprzedaj, co posiadasz, i rozdaj ubogim, potem przyjdź i chodź za Mną. Bogaty zaczął skrobać się po głowie i nie był zadowolony. A Pan powiedział do niego: Jakże możesz mówić: Wypełniam Prawo i Proroków? Przecież napisano w Prawie: Miłuj swego bliźniego jak siebie samego, a oto liczni twoi bracia, synowie Abrahama, za ubiór mają gnój, umierają z głodu, dom zaś twój pełen jest wszelkiego dobra i nic z niego do nich nie wychodzi. Zwróciwszy się zaś do swego ucznia Szymona, który siedział przy Nim, rzekł: Szymonie, synu Jony, łatwiej jest wielbłądowi przejść przez ucho igielne niż bogatemu wejść do królestwa niebieskiego.

### Euzebiusz
Euzebiusz z Cezarei, omawiając jakie księgi cytuje Papiasz, w swoim Kyriakon logion exegesis, nadmienia o tekście Pericope adulterae:

Prócz tego przytacza jeszcze opowieść o jakiejś niewieście, którą oskarżono przed Panem o wiele grzechów. To samo opowiadanie znajduje się również w "Ewangelii według Hebrajczyków", ja zaś uważałem za potrzebne i ten szczegół dodać do tego, co się już powiedziało.

### Hieronim
Hieronim w swym komentarzu Ewangelii Mateusza podaje szerszy kontekst dla uzdrowienia człowieka z uschłą ręką:

W Ewangelii, której używają nazarejczycy i ebionici, a którą niedawno przełożyliśmy z języka hebrajskiego na grecki i która przez wielu jest uważana za autentyczna Mateusza, człowiek ten o uschłej ręce miał być kamieniarzem i prosił tymi słowy o pomoc: Kamieniarzem jest i tymi rękami muszę się wyżywić, proszę cie Jezu, abyś przywrócił mi zdrowie, bym w tak upokarzający sposób nie musiał żebrać o jedzenie